# Francesco Pannofino

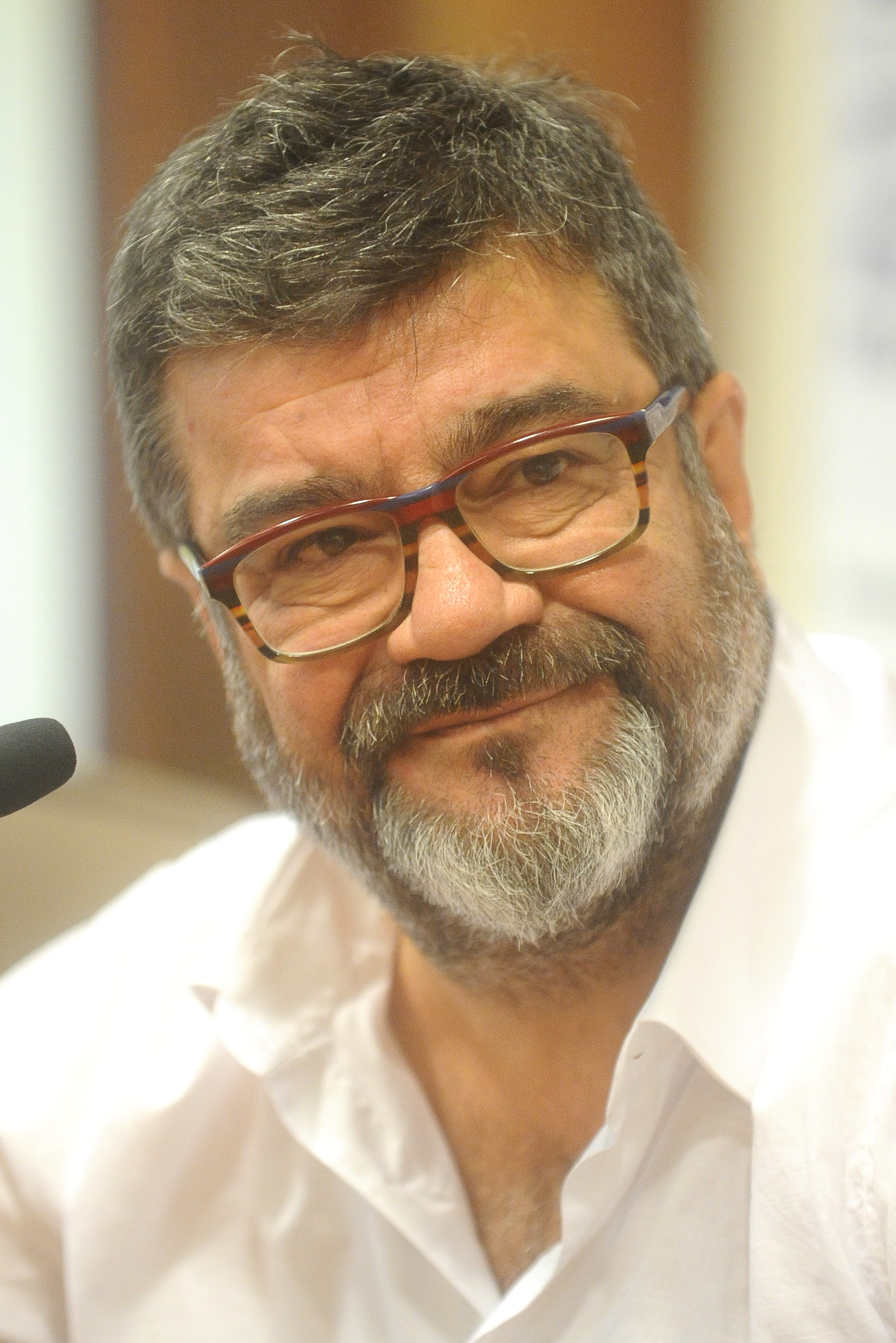
Francesco Pannofino (2018)

Francesco Pannofino (* 14. November 1958 in Pieve di Teco) ist ein italienischer Schauspieler und Synchronsprecher.

## Leben
Francesco Pannofinos Eltern stammen ursprünglich aus Locorotondo. Sein Vater war Polizist und sein jüngerer Bruder ist der Schauspieler, Regisseur und Autor Lino Pannofino. Bereits in seiner Jugend spielte er am Laientheater mit, sodass er Ende der 1970er Jahre entschied nach Rom zu ziehen, um dort Schauspiel zu studieren. Allerdings gelang es nicht und Pannofino begann eine Tätigkeit als Synchronsprecher. Mit seiner Stimme konnte er sich etablieren und schaffte es auch fast anderthalb Jahrzehnte später vereinzelt als Schauspieler engagiert zu werden. Seit Anfang der 2000er Jahre häuften sich seine Schauspielengagements mit Filmen wie Judas, Kusswechsel 2 – Gegensätze ziehen sich aus und zuletzt mit dem deutschen Fernsehfilm Heiraten ist auch keine Lösung.
Heute verleiht Pannofino US-amerikanischen Schauspielern wie George Clooney, Denzel Washington, Kurt Russell, Antonio Banderas, Kevin Spacey, Mickey Rourke, Vin Diesel und Wesley Snipes seine italienische Stimme. Außerdem sprach er die italienischen Harry-Potter-Hörbücher.
Pannofino ist mit der italienischen Schauspielerin Emanuela Rossi, mit der er ein gemeinsames Kind hat, verheiratet.

## Filmografie (Auswahl)
- 2001: Judas (Giuda) (Fernsehfilm)
- 2001: Thomas (Tommaso) (Fernsehfilm)
- 2007–2010: Boris (Fernsehserie, 32 Folgen)
- 2007: Nachtbus (Notturno bus)
- 2007: Pompeji – Der Untergang (Pompei)
- 2009: Mal was anderes? (Diverso da chi?)
- 2010: Kusswechsel 2 – Gegensätze ziehen sich aus (Maschi contro femmine)
- 2011: Boris – Il film
- 2012: Heiraten ist auch keine Lösung